# Dienaba Sy
Dienaba Sy (født 27. juni 1995) er en kvindelig håndboldspiller fra Senegal. Hun spiller for OGC Nice Côte d'Azur Handball og Senegals kvindehåndboldlandshold, som venstre fløj.
Hun deltog ved verdensmesterskabet i håndbold 2019 i Japan.